# Transglobal Underground
Transglobal Underground (zkracováno na TGU) je hudební skupina, původem z Londýna, která se specializuje na spojování západních, orientálních a afrických hudebních stylů (označováno jako world fusion nebo ethno-techno). Na jejich prvních albech spolupracovala Natacha Atlas jako zpěvačka a jejich singl Temple Head byl použit v reklamní kampani fy Coca-Cola při příležitosti Olympijských her roku 1996.

## Diskografie

### Alba
Zvýrazněny jsou vrchní pozice v oficiálním britském žebříčku alb.
- Dream of 100 Nations, 1993, 45
- International Times, 1994, 40
- Interplanetary Meltdown, 1995 (album remixů)
- Psychic Karaoke, 1996, 62
- Rejoice Rejoice, 1998
- Backpacking On The Graves Of Our Ancestors, 1999 (výběr hitů a nějaké další mixy)
- Yes Boss Food Corner, 2001
- Impossible Broadcasting, 2004
- Impossible Re-Broadcasting, 2007 (album remixů)
- Moonshout, 2007